# Клайдбанк (футбольний клуб)
Футбольний клуб «Клайдбанк» (англ. Clydebank Football Club) — колишній шотландський футбольний клуб з міста Клайдбанк. Він є четвертим за часом утворення футбольним клубом з такою назвою, та заснований у 1965 році після суперечливого злиття клубів «Клайдбанк Джуніорс» та «Іст Стерлінгшир» з Фолкерка в 1964 році з наміром створити клуб для старшої футбольної ліги, що грав би в місті Клайдбанк; ця домовленість проіснувала лише один рік, після чого «Іст Стерлінгшир» продовжив самостійні виступи в лізі, та була сформована окрема команда «Клайдбанк». Клуб грав домашні матчі на стадіоні «Кілбові Парк». У 1966 році «Клайдбанк» вступив до Шотландської футбольної ліги. «Клайдбанк» двічі виступав у найвищому дивізіоні Шотландії та дійшов до півфіналу Кубка Шотландії в 1990 році, коли ще грав у першому дивізіоні.
Після того, як у 1996 році поле клубу було продане, матчі команди проходили на великій кількості стадіонів у різних містах усе з меншою кількістю вболівальників. Переїзди в інші міста не вдалися, і в 2002 році клуб був викуплений, та переведений в Ейрдрі, та перейменований в «Ейрдрі Юнайтед», щоб замінити попередній клуб того міста, який був ліквідований. «Ейрдрі Юнайтед» відмовився від права на назву «Клайдбанк» через рік, і його було передано новому клубу-феніксу «Клайдбанк», який став грати в молодших лігах Західного регіону.

## Історія

### Передумови
У 1888 році був створений перший клуб під назвою «Клайдбанк». Ця команда грала домашні матчі на «Гамільтон Парк», і виступала в чемпіонаті Шотландії з 1891 по 1893 рік. У 1895 році цей клуб припинив свою діяльність, а в 1899 році з'явився інший клуб «Клайдбанк», який невдовзі припинив існування в 1902 році. У 1900 році нижчолігова команда «Дантохер» із сусіднього села Дантохер, переїхала до Клайдбанку, та змінила назву на «Клайдбанк Джуніорс». Третій клуб під назвою «Клайдбанк» був заснований у 1914 році; цей клуб грав домашні ігри на стадіоні «Клайдгольм», та відразу розпочав грати в Шотландській футбольній лізі, але в 1931 році цей клуб припинив існування.
У 1964 році власники клубу «Іст Стерлінгшир» Джек і Чарлі Стідмани об'єднали команду з Фолкерка з «Клайдбанк Джуніорс», назвавши нову команду «Іст Стерлінгшир-Клайдбанк». Новий клуб успадкував місце «Іст Стерлінгшира» у другому дивізіоні, та грав свої домашні ігри на «Кілбові Парк». Злиття, проти якого виступили вболівальники обох клубів, тривало лише один сезон, і акціонери «Іст Стерлінгширу» виграли проти нього кілька судових справ. «Іст Стерлінгшир» повернувся до свого початкового правового статусу, та повернувся до Фолкерка, розлучившись із братами Стідманами.

### Становлення та ранні роки
Після невдачі злиття брати Стідман у 1965 році сформували нову інкарнацію футбольного клубу «Клайдбанк». Новий клуб розпочав грати в в Об'єднаній резервній лізі, грав свої домашні матчі на стадіоні «Кілбові Парк», граючи в одній лізі разом із командою Джордангілльського коледжу, командою міського транспорту Глазго, та третіми командами «Селтіка» і «Глазго Рейнджерз», аж до виходу в Шотландську лігу в 1966 році.
«Клайдбанк» виграв другий шотландський дивізіон у сезоні 1975—1976 років, отримавши підвищення у класі. Клуб також дійшов до фіналу одноразового турніру Весняного кубка, організованого після реструктуризації ліги, але програв з рахунком 2–4 після додаткового часу клубу «Ейрдріоніанс». Наступного сезону клуб посів друге місце в першому дивізіоні, та вперше піднявся до вищої ліги шотландського футболу, ставши першим клубом, який грав у всіх трьох дивізіонах шотландської ліги після реформування ліги в 1975 році. Клуб побудував на стадіоні нову криту трибуну, та встановив дерев'яні лави для сидіння, щоб знизити місткість стадіону до 9950, і уникнути порушення нового законодавства про безпеку, яке поширювалося лише на стадіони місткістю 10 тисяч і більше. Всупереч поширеній думці, «Кілбові-Парк» не був першим стадіоном у Великій Британії з виключно сидячими місцями. Роботи були завершені лише в листопаді 1979 року, на рік пізніше, ніж на стадіоні клубу «Абердін».
У своєму першому сезоні клуб посів останнє місце в найвищому дивізіоні країни, та вибув до першого дивізіону. «Клайдбанк» знову посів друге місце в першому дивізіоні в сезоні 1984—1985 років, але знову фінішував на останньому місці найвищого дивізіону в наступному сезоні. Зміни в кількості команд ліги вберегли клуб від вильоту, проте команда завершила сезон 1986—1987 років, і вибула назад до першого дивізіону. У 1990 році, граючи в першому дивізіоні, команда дійшла до півфіналу Кубка Шотландії. На початку 1993 року на клуб звертали більше уваги, коли їх титульним спонсором з логотипом на футболках стала місцева поп-група «Wet Wet Wet».

### Занепад і закінчення діяльності клубу
У сезоні 1994—1995 років у клубу з'явились фінансові труднощі, дефіцит наприкінці сезону становив 120 тисяч фунтів стерлінгів. У 1996 році правила, прийняті після доповіді Тейлора, означали, що стадіон клубу «Кілбові Парк» більше не підходить для професійного футболу Власники клубу брати Стідмани продали стадіон у 1996 році, але обіцяний новий стадіон у місті не з'явився. «Клайдбанк» протягом 6 років грав домашні ігри спочатку на стадіоні «Бет Батлер» у Дамбартоні, а потім на «Кеп'єлоу Парк» у Гріноку, із невідворотнім зниженням підтримки вболівальників. Під час перебування клубу на стадіоні «Бет Батлер» сім'я Стідманів продала клуб бізнесмену з Бермудських островів Джону Холлу. Доходи від продажу стадіону «Кілбові Парк» були використані для створення спортивних шкіл в Америці.
У час важкого фінансового стану клубу відбулись невдалі перемовини за участю асоціації уболівальників клубу, Футбольної асоціації Ірландії, Шотландської футбольної асоціації та Шотландської футбольної ліги щодо переїзду клубу до Дубліна, власники клубу зробили низку спроб перемістити клуб до інших міст, зокрема до Галашилса і Карлайла. Протягом цього періоду адміністрація клубу мала лише одну кімнату в приміщенні. Наприкінці сезону 1999—2000 «Клайдбанк» вилетів з першого дивізіону після того, як виграв лише одну гру за весь сезон, і набрав лише 10 очок. Клуб остаточно втратив професійний статус у 2002 році. Після ліквідації клубу «Ейрдріоніанс» консорціум на чолі з Джимом Баллантайном зробив заявку на заповнення вакансії в Шотландській футбольній лізі та створення нового клубу в Ейрдрі з нуля. Ця заявка була невдалою, але новий клуб потім звернув увагу на викуп небагатьох активів клубу «Клайдбанк» у їх адміністраторів. Викупивши решту активів, клуб був переведений до Ейрдрі під назвою «Ейрдрі Юнайтед», і під цією назвою зайняв своє місце у другому дивізіоні на сезон 2002—2003 років.

### Після завершення діяльності клубу
Під час сезону 2002—2003 років група уболівальників клубу «Клайдбанк» створили клуб-фенікс. Клуб «Ейрдрі Юнайтед» погодисся добровільно передати своє право власності на назву та символіку старого клубу, і новий клуб, також названий «Клайдбанк», увійшов до структури Західного регіону Шотландської молодшої футбольної асоціації в 2003—2004 роках, поступово піднімаючись до сильніших ліг. У 2020 році клуб остаточно перейшов до системи старших ліг, коли всі члени Західного регіону Шотландської молодшої футбольної асоціації приєдналися до нової футбольної ліги Заходу Шотландії.